# Jim Jones (pastor)
James Warren «Jim» Jones (Crete, Indiana, 13 de mayo de 1931-Jonestown, Guyana, 18 de noviembre de 1978) fue un predicador, líder de secta y asesino en masa estadounidense. Fundador y líder de la secta Templo del Pueblo, famosa por el suicidio colectivo realizado el 18 de noviembre de 1978 por parte de 917 de sus miembros en Jonestown (Guyana). Y el asesinato de cinco individuos en una pista de aterrizaje cercana, entre ellas el congresista estadounidense Leo Ryan. Alrededor de doscientos niños fueron asesinados en Jonestown, casi todos por envenenamiento de cianuro.
Jones murió por una herida de bala en la cabeza presuntamente autoinfligida.
James nació en Indiana y allí comenzó su templo en los años cincuenta. Luego, se mudó con el templo a California a mediados de los años sesenta y ganó notoriedad con el traslado de la sede central del templo a San Francisco a principios de los setenta.

## Actividades en Estados Unidos
Jones nació en el estado de Indiana, hijo de campesinos de origen galés y escocés. En su edad adulta, Jones declaraba ante sus seguidores tener ancestros de la tribu india cheroqui; pero nunca pudo probar esta afirmación. En su juventud vivía atraído por la religión y por la labor de pastores y predicadores. Tras casarse con la enfermera Marceline Baldwin en 1949, y terminar sus estudios universitarios, Jones se unió como auxiliar de una iglesia metodista en 1952 y estudió para convertirse en pastor. Fundó en Indianápolis una congregación religiosa llamada Templo del Pueblo.
Era el año 1955 y Jones manifestó desde el inicio su rechazo al racismo haciendo abierto proselitismo entre la comunidad negra de su ciudad. Y dando a sus seguidores negros un tratamiento similar al de sus feligreses blancos. Al mismo tiempo mostraba su adhesión al comunismo y su admiración por el autoritarismo, exigiendo obediencia ciega a sus seguidores. No obstante mantener sus ideas políticas, Jones empezó a alejarse del Partido Comunista de Estados Unidos cuando varios líderes de este empezaron a criticar las políticas de Stalin.
Durante los años sesenta, al tiempo que dirigía obras de beneficencia en favor de drogadictos y personas sin hogar y apoyaba el movimiento de derechos civiles en favor de la población negra, Jones entró en pugna con otras denominaciones religiosas protestantes, debido a su abierta filiación comunista, al punto de rechazar la Biblia y proclamar que él mismo era una divinidad al mismo nivel que Jesucristo. En 1965 Jones ordenó a su comunidad, formada por unas ciento cuarenta personas, dirigirse a California para centrar allí su afán proselitista y crear una comunidad agraria autárquica cerrada al resto de la sociedad, estableciéndose en la localidad de Ukiah.
A pesar de ser pastor evangelista, asistir todas las semanas a servicio, e incluso asegurar ser una divinidad, Jones siempre afirmó ser ateo y estar en contra de las religiones.

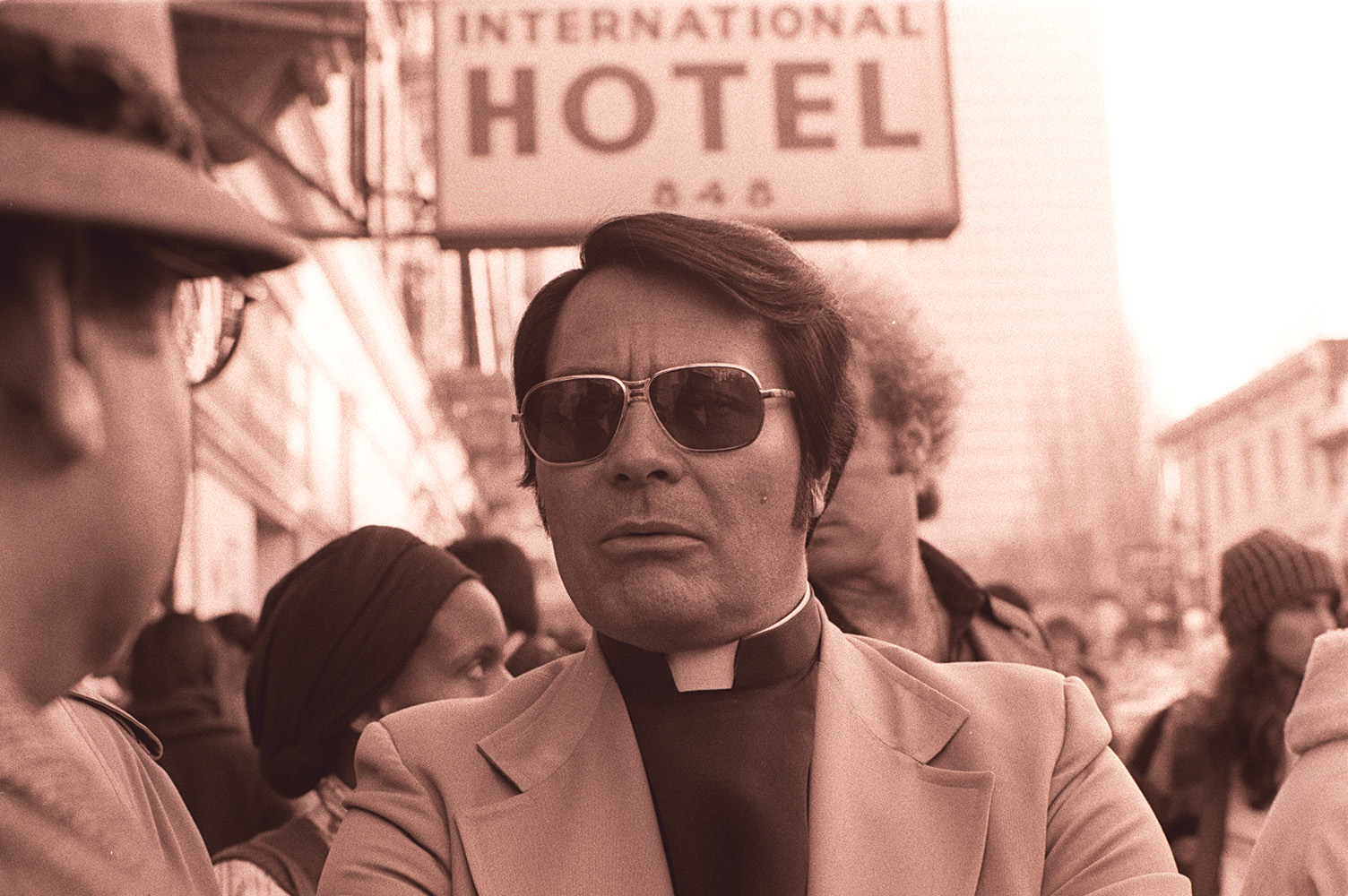
El reverendo Jim Jones en una manifestación en San Francisco (California)

En vista de que la nueva ubicación dificultaba a Jones la captación de nuevos adeptos, este ordenó a sus seguidores dirigirse a Los Ángeles y San Francisco en 1972 y estableció en esta última ciudad su sede principal. Desde esa fecha Jones empezó a ganar gran fama en San Francisco, realizando «curaciones por la fe» y asombrando al público con su disciplinada congregación religiosa basada en la doctrina comunista. En esa época Jim Jones y su esposa Madeleine, tenían un hijo biológico y habían adoptado a seis niños más, de diversas razas, para fundar así su «familia del arcoíris»  como manera de predicar contra el racismo. A mediados de los años setenta, poco más de la mitad de seguidores de Jones (unas tres mil personas) eran de raza negra.
Presionado por denuncias de prensa sobre explotación laboral contra sus seguidores, palizas feroces y amenazas para las familias o individuos que intentasen abandonar la comunidad, Jones afrontó opiniones adversas de la prensa de San Francisco. No obstante, importantes líderes locales como el alcalde George Moscone y el concejal Harvey Milk manifestaron su apoyo a Jim Jones alegando la firme lucha de Jones contra el racismo y la discriminación. Inclusive, gracias a las obras de beneficencia emprendidas por Jones, el alcalde Moscone le encargó la administración de las viviendas construidas con fondos municipales, la San Francisco Housing Authority en 1975.
Al hacerse más crítica la opinión pública contra Jones, este partió apresuradamente a Guyana en junio de 1977. Y fue seguido pocas semanas después por casi novecientos feligreses.

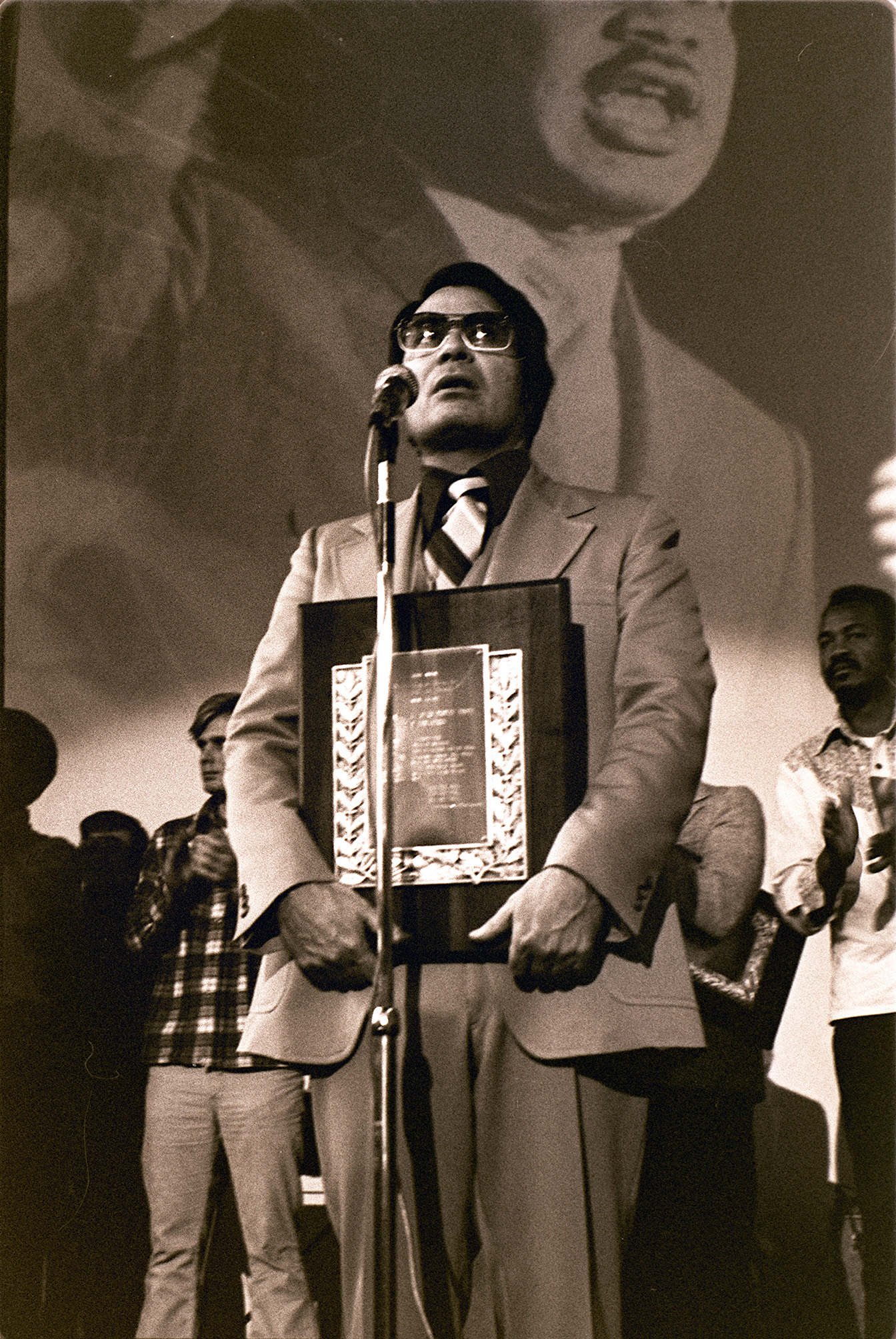
Jim Jones recibe el premio Martin Luther King Jr. en San Francisco, en 1977.

## Muertes masivas en Guyana

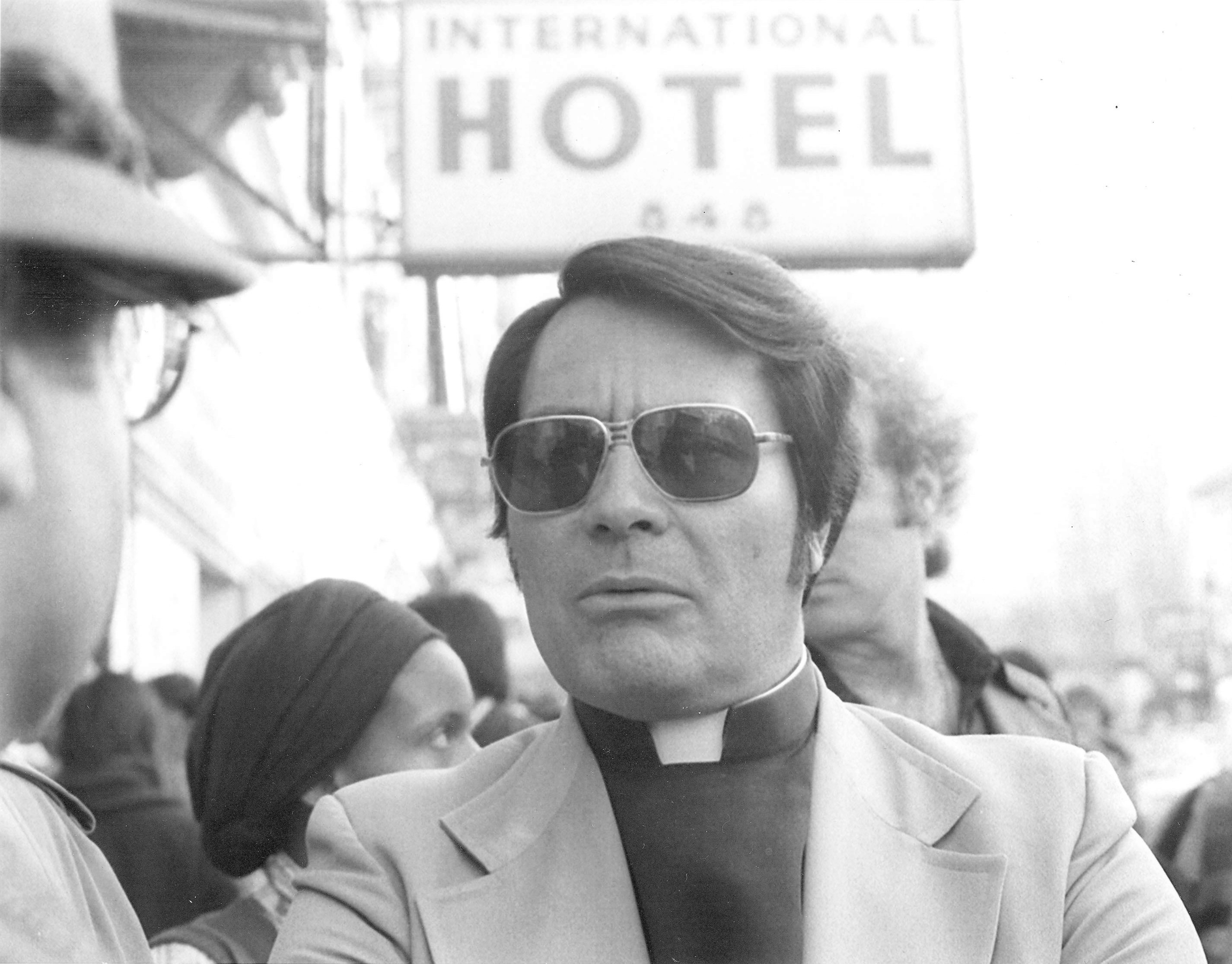
El reverendo Jim Jones en una manifestación contra los desalojos el domingo 16 de enero de 1977 frente al Hotel Internacional.

Los miembros del grupo siguieron a Jim Jones desde Estados Unidos hasta la selva de Guyana, donde, según la doctrina de salvación de su líder, se edificaría en realidad un paraíso en la Tierra, lejos de Estados Unidos y de la sociedad capitalista. Allí Jones compró al Gobierno de Guyana una amplia propiedad rural donde edificó una comunidad llamada Jonestown, que recibió allí a casi novecientos seguidores suyos llegados desde Estados Unidos. Se considera que Jones eligió Guyana por ser un país de habla inglesa (lo cual facilitaba las comunicaciones), con una población mayoritariamente de raza negra (lo cual excluía toda discriminación hacia sus seguidores negros), y con un Gobierno afín a otros Gobiernos socialistas.
Jones, quien hacía tiempo que había creado una atmósfera de miedo y permanente amenaza externa, empezó a fomentar entre sus adeptos una sensación del «fin de mundo» sosteniendo que el Apocalipsis era un evento cercano y que el anticristo estaba encarnado en el capitalismo, que ansiaba destruir la congregación.
Fue uno de los supuestos mayores casos de suicidio colectivo ritual en la historia de la humanidad, eliminándose a más de novecientas personas. En noviembre de 1978, viajó a Guyana el congresista estadounidense Leo Ryan, acompañado de periodistas y algunos disidentes de la secta, con el fin de acudir a Jonestown para consultar si algunos feligreses de Jones deseaban abandonar la secta. Ryan quería investigar también si eran ciertas las noticias sobre abusos sexuales de mujeres de la secta por parte de Jones, palizas a los descontentos, explotación laboral, esclavitud y torturas a niños.
Jones (que ocultaba su cara tras unas gafas oscuras ante sus seguidores) intentó impedir la visita, pero al fracasar se vio en la obligación de organizar una gran fiesta en donde inicialmente el ambiente parecía de armonía. El 17 de noviembre de 1978, los miembros de la secta lo recibieron con aplausos frenéticos. «Aquí hay gente que cree que esto es lo mejor que jamás le haya pasado en la vida», afirmó Ryan. Sin embargo, a la mañana siguiente (18 de noviembre de 1978), antes de que Ryan regresara, el ambiente cambió. Algunos pocos seguidores pidieron abandonar la comunidad junto con Ryan. El reverendo Jones lo consideró una traición imperdonable. «¡No pueden irse, ustedes son mi pueblo!», les gritó Jones con desesperación a los que querían irse. Al notar que los descontentos se retiraban hacia la pista de aterrizaje para seguir a Ryan, un miembro de la secta atacó a Ryan con un cuchillo. Y los hombres de confianza de Jones abrieron fuego contra el político y sus acompañantes cuando se disponían a abordar un pequeño avión. Cinco personas fueron asesinadas a balazos, algunas de ellas a quemarropa. Los seguidores descontentos fueron forzados a volver a Jonestown.
Esa misma mañana del 18 de noviembre, Jones reunió a los líderes de la congregación y advirtió que tras el asesinato del congresista Ryan las fuerzas del fascismo destruirían inevitablemente al Templo del Pueblo, por lo cual ordenó ese mismo día el suicidio masivo de todos los integrantes de la secta que se hallaban en Jonestown. Jones decía que «la muerte solo era el tránsito a otro nivel» y «esto no es un suicidio, sino un acto revolucionario».
La mayoría de sus seguidores se envenenaron con cianuro, sin embargo su muerte fue causada por una herida de bala en la cabeza, que no se sabe si fue infligida por él mismo o por alguna otra persona. El cadáver de Jim Jones fue encontrado con una herida de escopeta en la cabeza, entre los novecientos doce fallecidos hallados en Jonestown.
Tim Carter, un exmiembro de la secta, en la película Jonestown, de Stanley Nelson, decía que por lo menos no hay duda de que los aproximadamente doscientos cincuenta bebés, niños y jóvenes fueron asesinados.
Tres de sus hijos adoptivos: Stephan, Jim Jr. y Tim, los cuales se hallaban en Georgetown, la capital de Guyana, como parte del equipo de baloncesto del Templo del Pueblo, sobrevivieron.